# Acklamation
Acklamation (av latin: acclamatio), bifallsrop, är en form för frågeställning där en grupp människor förväntas svara bifallande genom att gemensamt ropa ja.

## Liturgisk acklamation
Acklamation är vanligt i gudstjänsters liturgi, där den utgör församlingens svar vid exempelvis växelläsningar eller böner.

## Mötesteknisk acklamation
Beslut kan tas med acklamation i ett demokratiskt möte. Röstning sker då med bifallsrop ("Ja!"), varpå ordföranden tillkännager vad mötet (enligt dennes mening) har beslutat och "klubbar" beslutet om ingen innan dess begär votering. Beroende på mötesordning förekommer det både att man röstar för och emot under samma fråga ("Ja!" eller "Nej!") alternativt att ordförande ställer proposition separat två gånger, även i de fall när det bara finns ett förslag ("Någon däremot?").
Till skillnad från exempelvis sluten votering innebär metoden i princip att samtliga vet hur de andra väljer. I praktiken är det ofta bara de mötesdeltagare som sitter närmst som exakt kan avgöra hur var och en har röstat.